# Siedenbrünzow
Siedenbrünzow település Németországban, Mecklenburg-Elő-Pomeránia tartományban. Lakosainak száma 479 fő (2023. december 31.). Siedenbrünzow Demmin és Kletzin községekkel határos.

## Népesség
A település népességének változása:
| Lakosok száma | 519  | 510  | 482  | 468  | 479  |
|               | 2017 | 2019 | 2021 | 2022 | 2023 |